# Scorpaena hemilepidota
Scorpaena hemilepidota behoort tot het geslacht Scorpaena van de familie van schorpioenvissen. Deze soort komt voor in het centraal westen van de Grote Oceaan voornamelijk rondom de Filipijnen op diepten tot 247 m.